# 2017年ウエイトリフティング世界選手権
2017年ウエイトリフティング世界選手権は、 アメリカ合衆国・アナハイムで開催された。男子は第83回、女子は第26回として行われる。当初発表ではマレーシア・ペナン州で開催予定であったが、諸事情で開催が困難になったため変更された。同一国での連続開催は毎年開催に移行した戦後では初である。